# Integralismo religioso
L'integralismo religioso (o integrismo religioso) è un tipo di integralismo che, facendo riferimento a una religione e in particolare ai suoi testi sacri e dogmi, mira ad applicarne «compiutamente i principî [...] nella vita politica, economica e sociale» della collettività. A questo scopo si tende a eliminare il pluralismo filosofico, ideologico e d'azione, rigettando le idee differenti. Per raggiungere tale obiettivo, gli integralisti sottomettono la politica e le leggi dello stato ai precetti della religione, operazione che portata alle sue estreme conseguenze si traduce nell'instaurazione di una teocrazia.

## Tipologie
L'espressione tuttavia è usata con molte sfumature a seconda dei contesti e delle ideologie, ma anche all'interno di una stessa religione gli stessi termini sono applicabili in maniera diversa. All'interno dell'Islam, ad esempio, la spiritualità sufi è un "integralismo" ben diverso da quello del burqa che trova peraltro applicazione nel solo Afghanistan (anche precedentemente all'esperienza talebana e in grado di sopravvivere anche all'abbattimento di quel regime).

Altro significato è quello attribuibile al fenomeno dei terroristi suicidi, seppure tutti gli interessati affermano di seguire alla lettera il Corano. Allo stesso modo, nella Chiesa cattolica c'è una netta differenza tra chi sostiene il divieto assoluto di lavorare di domenica e gli "integralisti" come don Bosco o madre Teresa di Calcutta.
Infatti, l'espressione "integralismo religioso" si riferisce a due principali e diversi comportamenti concreti: l'integralismo ad orientamento politico, e quello dell'attitudine personale. Il primo è quello rivolto all'esterno, di chi intende estendere ad altri l'applicazione integrale dei dogmi della fede professata: alla propria famiglia, alla società in cui vive o addirittura a tutti gli abitanti del pianeta. Il secondo è il significato sostanzialmente privato, riguardante il comportamento degli aderenti a un credo religioso, che adeguano interamente tutti gli aspetti della propria vita ai precetti religiosi.
Quest'ultimo atteggiamento, in realtà, raramente viene definito integralismo (non corrispondendo alla definizione generale originaria di tale parola, che fa riferimento a qualcosa di diretto all'esterno), e quando capita – non essendo normalmente oggetto di polemiche – tale termine non ha il senso dispregiativo che ha assunto nel linguaggio comune.
L'identità tra capo dello stato e guida religiosa (si veda cesaropapismo) non implica necessariamente integralismo anche se vi sussistesse una forma di teocrazia: per esempio l'Impero romano, a causa della presenza di una struttura statale (senato, rappresentanza popolare, corpi intermedi, leggi), non è sullo stesso piano dell'Afghanistan dei talebani, della Ginevra di Calvino o dell'Iran di Khomeini.

## Esempi di integralismo religioso
Il termine integralismo è oggi per lo più associato all'Islam e al cattolicesimo.
Anche nell'ambito dell'induismo si pone il problema relativo alla società, con la divisione della società in caste.
Il termine è stato applicato anche alla politica di George W. Bush, per i suoi frequenti richiami a Dio nei discorsi relativi alla giustificazione delle guerre.

### Cristianesimo

#### Integralismo cattolico
L'espressione integralismo cattolico si diffuse nella seconda metà del XX secolo in riferimento a una parte del cattolicesimo politico costituita da un movimento politico-dottrinale nato nell'Italia post-unitaria alla fine del XIX secolo e configuratosi come una ripresa dell'idea medievale di uno stato teocratico di stampo restaurazionista, secondo cui la dottrina sociale della Chiesa cattolica contiene in sé il modello della società ideale. 
Ispirata al pensiero di intellettuali contemporanei al Risorgimento come padre Luigi Taparelli D'Azeglio, ebbe tra i le figure principali all'interno dell'Opera dei Congressi don Romolo Murri (poi su posizioni opposte di modernismo teologico e scomunicato) e don Davide Albertario.
L'integralismo cattolico, in buona sostanza, è una dottrina in base alla quale l'azione politica dei cattolici deve tendere a realizzare integralmente la propria concezione ideale, plasmando ogni aspetto della società civile sul modello dei principî della dottrina cristiana e rifiutando compromessi o alleanze con altre correnti ideologiche. Associati all'integralismo i vari gruppi cattolici tradizionalisti come la Fraternità Sacerdotale San Pio X e il sedevacantismo.

##### Gruppi "integralisti" inseriti pienamente nella Chiesa cattolica
In ambito europeo, l'accusa di "integralismo cattolico" è stata recentemente mossa nei confronti delle posizioni di movimenti e associazioni cattoliche come Comunione e Liberazione, che sostiene un ideale "integrale" di vita cristiana, e Opus Dei, specie per le loro battaglie contro l'aborto o eutanasia, in favore del ritorno all'uso del latino nella liturgia, dei Patti Lateranensi, o in sostegno del finanziamento pubblico delle scuole paritarie cattoliche e delle famiglie che non fanno alcun uso di strumenti per il controllo delle nascite.

#### Altrove
Altri movimenti integralisti cattolici si sono sviluppati, intorno al 1930, in Spagna, Portogallo e Brasile, a volte sfociati nel sostegno politico a regimi autoritari

### Integralismo islamico
L'integralismo islamico è per lo più associato ai movimenti germinati successivamente al fallimento dell'esperienza del "riformismo" (iṣlāḥiyya) fiorito nel XIX secolo specie con la nascita in Egitto - alla fine degli anni '20 - del movimento dei Fratelli Musulmani. La maggior risonanza internazionale la si è però avuta negli anni '70 in Iran, con la cosiddetta "Rivoluzione islamica" dell'ayatollah Ruhollah Khomeyni.

L'integralismo islamico sostiene il dovere dell'applicazione rigida e totale della legge islamica, basata sul Corano e la Sunna, estesa anche alla vita politica e sociale. Dato però che l'autodefinizione dell'Islam è quella di dīn wa dunya, ossia "religione e mondo", o "ultramondanità e mondanità", la definizione di "integralismo" è un'evidente tautologia, perché per l'Islam o si coniugano costantemente gli aspetti sacri e profani dell'esperienza umana oppure non si è semplicemente all'interno del sistema islamico. Tuttavia, occorre specificare che l'affermazione di "incapacità" dell'Islam di distinguere il laico dal religioso non trova e non ha quasi mai trovato un inveramento storico nei circa 1.400 anni di storia della civiltà islamica.
Un caso che nulla ha a che fare con il cosiddetto "integralismo islamico" è quello costituito dalle mutilazioni genitali, in vigore in un esiguo numero di paesi islamici affacciantisi sul Corno d'Africa e in una parte dell'Egitto. Come è del tutto dimostrabile, le mutilazioni genitali non costituiscono materia regolamentata dall'Islam (che non le richiede e non le prevede in oltre il 90 % del mondo che a questa religione si richiama, essendo la pratica mutilatoria un fenomeno da iscrivere nel riservato dominio dell'antropologia culturale, che consente a ritualità e pratiche pre-islamiche di sopravvivere anche in presenza dell'affermazione della nuova fede e del suo portato culturale, etico e normativo.
Un ulteriore caso a sé stante è quello dell'Arabia Saudita dove è proibita (sotto pena di carcere o espulsione) anche la detenzione privata di oggetti relativi ad altre religioni (crocifissi, Bibbia, etc). 

### Integralismo induista
Anche nell'ambito dell'induismo si pone il problema relativo alla società, con la divisione della società in caste.

## Usi estensivi e denigratori del termine
Nell'uso corrente, termini come integralismo e fondamentalismo hanno acquisito negli ultimi decenni il significato generico, approssimativo e scorretto di propensione all'oppressione e alla violenza – anche nel caso in cui sia solo verbale – da parte di gruppi religiosi nel promuovere le loro idee e tradizioni.
In realtà i due termini, che vengono spesso considerati intercambiabili e usati semplicemente come sinonimi di fanatismo, hanno origini e significati diversi. Il fondamentalismo nasce in ambiente protestante, e indica una serie di principî inderogabili (fondamentali) nella confessione di fede, fra i quali un particolare rilievo ha l'inerranza della Bibbia. In ambito cattolico il termine integralismo è riferito ai tentativi di applicazione dei principî cattolici alla società civile nel contesto del rifiuto di ogni alleanza o compromesso con espressioni diverse: una società democratica non può negare ai cattolici di promuovere le proprie posizioni, e sussisterebbe dunque integralismo nel momento in cui tali posizioni venissero forzosamente imposte anche ai non cattolici.
Nel primo caso dunque l'ambito è teologico, nel secondo prevalentemente politico.
L'uso denigratorio fa seguito anche alle polemiche sorte a causa delle differenze tra convinzioni religiose e leggi statali, cioè nasce dagli attriti tra sfera politica e sfera religiosa: a differenza di un programma di azione politica, infatti, ad eccezione di pochi ambienti religiosi (come ad esempio i mormoni o i testimoni di Geova), le dottrine religiose cambiano assai lentamente col passare del tempo. Per questo stesso motivo, anche al di fuori dell'ambito strettamente religioso, si utilizza il termine "integralista" nei confronti dell'interlocutore per qualificarlo spregiativamente come irremovibile dalle proprie posizioni.